# 史考特·帕特森
史考特·戈登-帕特森（Scott Gordon-Patterson，1958年9月11日—）是美國的一位演員。他最著名的作品包括在《吉爾莫女孩》中飾演Luke Danes，以及在《恐懼鬥室》系列電影中飾演Agent Strahm。他也在NBC電視劇《驚世》中飾演Michael Buchanan角色。

## 外部連結
- 史考特·帕特森在互联网电影资料库（IMDb）上的資料（英文）
- Scott Patterson cast bio on The CW